# سيزار جافيريا
سيزار أوغوستو جافيريا تروجيلو (بالإسبانية: César Augusto Gaviria Trujillo) (و. 1947 – م) هو دبلوماسي، وسياسي، وعالم اقتصاد من كولومبيا .

## روابط خارجية
- سيزار جافيريا على موقع الموسوعة البريطانية (الإنجليزية)
- سيزار جافيريا على موقع مونزينجر (الألمانية)